# TC 46/SC 9
ISO TC 46/SC 9 è la nona sottocommissione dell'ente ISO technical committee 46, responsabile dei sistemi di identificazione delle risorse d'informazione.

## Standard ISO gestiti
Nel formato International Standard (...)
| International Standard  | abbr. | numero ISO | esempio                                                           | standard che identifica gli oggetti | Gruppo di lavoro | Registrar |
| Name Identifier         | ISNI  | 27729      | ISNI ‹prefisso› 999 999 999 999 7                                 | ISWC, ISAN, ISBN, ISSN, ISRC        | WG6              |           |
| Music Number            | ISMN  | 10957      | ISMN 979-0-060-11561-5 (GTIN-13), formato obsoleto: M-060-11561-5 |                                     |                  |           |
| Musical Work Code       | ISWC  | 15707      | T-000000001-0                                                     | ISRC                                |                  | CISAC     |
| Book Number             | ISBN  | 2108       | ISBN 978-0-356-42615-0 (GTIN-13)                                  |                                     |                  |           |
| Serial Number           | ISSN  | 3297       | ISSN 0317-8471                                                    |                                     |                  |           |
| Recording Code          | ISRC  | 3901       | BR-BMG-03-00729                                                   |                                     |                  | IFPI      |
| Technical Report Number | ISRN  |            |                                                                   |                                     |                  |           |
| Text Code               | ISTC  | 21047      | ISTC 0A9-2002-12B4A105-7                                          |                                     |                  |           |
| Audiovisual Number      | ISAN  | 15706      | ISAN 0000-0000-16FF-0000-Y-0000-0000-9                            |                                     |                  |           |
| Holdings statements     |       | 10324      |                                                                   |                                     |                  |           |